# 발산 급수
수학에서 발산 급수(發散 級數)란, 부분합의 무한수열이 유한한 극한을 가지지 않는, 즉 수렴하지 않는 급수를 말한다. 즉, 수렴하지 않는 무한 급수이다. 급수의 부분합의 무한 수열은 유한한 극한을 가지지 않는다.
급수가 수렴하면 급수의 개별 항이 0에 접근해야 한다. 따라서 개별 항이 0에 접근하지 않는 계열은 발산한다. 그러나 수렴은 더 강력한 조건이다. 항이 0에 접근하는 모든 급수가 수렴하는 것은 아니다.